# صورة وهمية

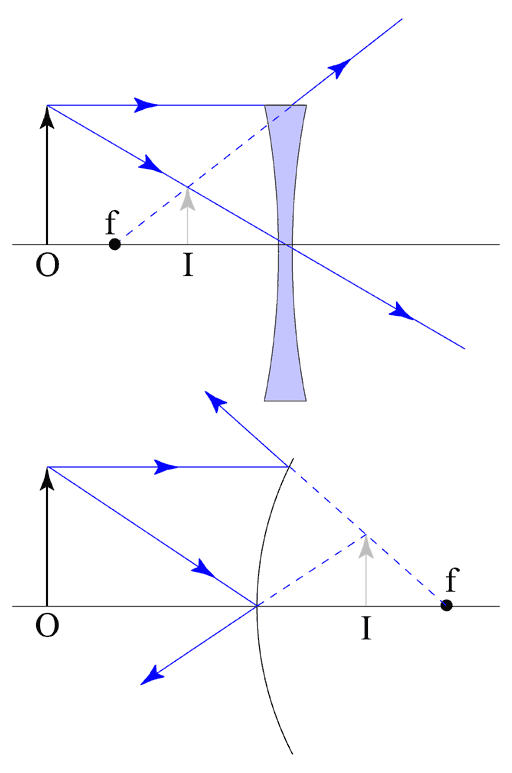
في الأعلى: كيفية تكون الصورة الوهمية في العدسة المقعرة، في الأسفل: كيفية تكون الصورة في مرآة محدبة. الرموز: f هي البؤرة، وI هي الصورة، وO هو الجسم

صورة وهمية هي الصورة غير الحقيقية والتي تتكون من تباعد الأشعة الضوئية، أي من امتداداتها؛ وهي دائمًا تكون معتدلة. وتتكون الصورة الوهمية في كلٍ من المرايا المستوية والعدسات والمرايا المقعرة والمحدبة.